# Walter Monson
Walter Monson, född 29 november 1908 i Winnipeg, död 9 januari 1988 i Winnipeg, var en kanadensisk ishockeyspelare.
Monson blev olympisk guldmedaljör i ishockey vid vinterspelen 1932 i Lake Placid.